# اوینت
اوینت (انگلیسی: Avient) شرکت صنایع شیمیایی آمریکایی است، که در سال ۲۰۰۰ تأسیس شد.